# 張琳芃
張 琳芃（漢音読み：ちょう りんほう、簡体字：张琳芃、繁体字：張琳芃、拼音：Zhāng Línpéng、Zhang Linpeng、1989年5月9日 - ）は、中華人民共和国・山東省済南市出身のプロサッカー選手。中国サッカー・スーパーリーグ・広州恒大淘宝足球倶楽部所属。サッカー中華人民共和国代表。ポジションはディフェンダー

## 経歴

#### 広州恒大
早くに上海へ渡り、根宝足球基地で育成された。同クラブはその後の上海東亜の前身。
2010年、 上海東亜から広州恒大へ移籍した。移籍金は700万元である。
2013シーズン
2013年4月24日、AFCチャンピオンズリーグ2013予選第5節の浦和レッズ戦で山田暢久に髪を引っ張られ倒された後報復行為をしたとして一発退場を受けた。それにより第6戦の全北現代モータース戦は出場停止となった。浦和との試合は予選で唯一の敗戦試合となった。その後広州恒大はラウンド16でセントラルコースト・マリナーズFC、準々決勝でレフウィヤSC、準決勝で柏レイソル、決勝でFCソウルを下して広州恒大のAFCチャンピオンズリーグ初優勝に貢献した。また、AFCチャンピオンズリーグドリーム チームを初受賞した。
超級リーグでは広州恒大の3年連続3回目の優勝に貢献し、超級リーグベストイレブンを初受賞した。
2014シーズン
2014年8月20日、AFCチャンピオンズリーグ2014準々決勝 第1戦でもウェスタン・シドニー・ワンダラーズFC戦で一発退場を受けた。それにより準々決勝 第2戦のホームでのウェスタン・シドニー・ワンダラーズFC戦は出場停止となった。結果的に広州恒大はウェスタン・シドニー・ワンダラーズFCに敗れて敗退した。
超級リーグでは広州恒大の4年連続4回目の優勝に貢献し、2年連続2回目の超級リーグベストイレブンを受賞した。
2015シーズン
2015年7月20日、広州恒大との契約延長を発表した。2020年12月31日までの5年間の契約を結んだ。
AFCチャンピオンズリーグ2015では広州恒大の2年ぶり2回目の優勝に貢献し、2年ぶり2回目のAFCチャンピオンズリーグドリーム チームを受賞した。
超級リーグでは広州恒大の5年連続5回目の優勝に貢献し、3年連続3回目の超級リーグベストイレブンを受賞した。
2016シーズン
超級リーグでは広州恒大の6年連続6回目の優勝に貢献し、4年連続4回目の超級リーグベストイレブンを受賞した。
2022年4月30日、上海海港へ復帰した。

### 代表
早くから年代別代表に召集され、U20代表として 2008 AFCU-19アジアユースに出場。2010年にはU23代表で広州アジア大会に出場。年代別代表ではあまりよい結果は出なかったが、高洪波により当時2部の上海東亜所属ながらA代表にも抜擢されると、2009年12月30日のヨルダン戦（2－2）で代表デビュー＆初ゴールを挙げた。東アジアサッカー選手権2010でも優勝に貢献した。
中国代表として定着しており、AFCアジアカップ2011、AFCアジアカップ2015、AFCアジアカップ2019のメンバーに選ばれている。
2023年11月、FIFAワールドカップ・アジア予選　韓国戦(0-3)で中国代表通算100試合出場を達成した。

## 人物・エピソード
- 高い攻撃力を誇る中国代表サイドバック。U-23代表チームでは飛び級選出ながらキャプテンマークを巻いたこともあり、年代を超えた能力を見せつけていた。「中国のセルヒオ・ラモス」の愛称を持つ[2]。
- 前述の浦和戦での退場の後、自身の微博にて「しかし小日本を相手に私は我慢を続け、最後に我慢できなくなって爆発したのだ！」との発言をした[3][信頼性要検証]。
- 2015年9月の下旬には、レアル・マドリードへの移籍が報道されたことがある。過去にインテルナツィオナーレ・ミラノ、チェルシーFCといったビッグクラブへの移籍報道も出ていた[4]。
- 回族なのでムスリムである。
- 2011年に結婚している。

## 個人成績
| 国内大会個人成績 | 国内大会個人成績 | 国内大会個人成績 | 国内大会個人成績 | 国内大会個人成績                                 | 国内大会個人成績 | 国内大会個人成績 | 国内大会個人成績 | 国内大会個人成績 | 国内大会個人成績 | 国内大会個人成績 | 国内大会個人成績 |
| 年度             | クラブ           | 背番号           | リーグ           | リーグ戦                                         | リーグ戦         | リーグ杯         | リーグ杯         | オープン杯       | オープン杯       | 期間通算         | 期間通算         |
| 年度             | クラブ           | 背番号           | リーグ           | 出場                                             | 得点             | 出場             | 得点             | 出場             | 得点             | 出場             | 得点             |
| 中国             | 中国             | 中国             | 中国             | リーグ戦                                         | リーグ戦         | リーグ杯         | リーグ杯         | FA杯             | FA杯             | 期間通算         | 期間通算         |
| ---------------- | ---------------- | ---------------- | ---------------- | ------------------------------------------------ | ---------------- | ---------------- | ---------------- | ---------------- | ---------------- | ---------------- | ---------------- |
| 2006             | 上海東亜         |                  | 乙級             |                                                  |                  | -                | -                | -                | -                |                  |                  |
| 2007             | 上海東亜         |                  | 乙級             |                                                  |                  | -                | -                | -                | -                |                  |                  |
| 2008             | 上海東亜         |                  | 甲級             | 19                                               | 0                | -                | -                | -                | -                | 19               | 0                |
| 2009             | 上海東亜         |                  | 甲級             | 24                                               | 1                | -                | -                | -                | -                | 24               | 1                |
| 2010             | 上海東亜         |                  | 甲級             | 22                                               | 1                | -                | -                | -                | -                | 22               | 1                |
| 2011             | 広州恒大         | 5                | 超級             | 16                                               | 1                | -                | -                | 2                | 0                | 18               | 1                |
| 2012             | 広州恒大         | 5                | 超級             | 21                                               | 2                | -                | -                | 3                | 1                | 24               | 3                |
| 2013             | 広州恒大         | 5                | 超級             | 23                                               | 4                | -                | -                | 4                | 1                | 27               | 5                |
| 2014             | 広州恒大         | 5                | 超級             | 27                                               | 1                | -                | -                | 2                | 0                | 29               | 1                |
| 2015             | 広州恒大         | 5                | 超級             | 12                                               | 4                | -                | -                | 0                | 0                | 12               | 4                |
| 2016             | 広州恒大         | 5                | 超級             | 16                                               | 0                | -                | -                | 7                | 0                | 23               | 0                |
| 2017             | 広州恒大         | 5                | 超級             | 22                                               | 2                | -                | -                | 1                | 0                | 23               | 2                |
| 通算             | 中国             | 中国             | 超級             | 137                                              | 14               | -                | -                | 19               | 2                | 156              | 16               |
| 通算             | 中国             | 中国             | 甲級             | 65                                               | 2                | -                | -                | -                | -                | 65               | 2                |
| 通算             | 中国             | 中国             | 乙級             | \|\|\|\|colspan="2"\|-\|\|colspan="2"\|-\|\|\|\| |                  |                  |                  |                  |                  |                  |                  |
| 総通算           | 総通算           | 総通算           | 総通算           | 202                                              | 16               | 0                | 0                | 19               | 2                | 221              | 18               |

| 国際大会個人成績 | 国際大会個人成績 | 国際大会個人成績 | 国際大会個人成績 | 国際大会個人成績 | FIFA | FIFA |
| 年度             | クラブ           | 背番号           | 出場             | 得点             | 出場 | 得点 |
| AFC              | AFC              | AFC              | AFC CL           | AFC CL           | CWC  | CWC  |
| ---------------- | ---------------- | ---------------- | ---------------- | ---------------- | ---- | ---- |
| 2012             | 広州恒大         | 5                | 7                | 0                | -    | -    |
| 2013             | 広州恒大         | 5                | 13               | 0                | 3    | 0    |
| 2014             | 広州恒大         | 5                | 9                | 0                | -    | -    |
| 2015             | 広州恒大         | 5                | 10               | 0                | 3    | 0    |
| 2016             | 広州恒大         | 5                | 3                | 0                | -    | -    |
| 2017             | 広州恒大         | 5                | 10               | 0                | -    | -    |
| 通算             | AFC              | AFC              | 52               | 0                | 8    | 0    |

## 代表歴

### 出場大会
- 中国代表
  - 2011年 - AFCアジアカップ2011 (グループリーグ敗退)
  - 2015年 - AFCアジアカップ2015 (ベスト8)

### 試合数
国際Aマッチ 62試合 5得点（2009年- ）
| 中国代表 | 国際Aマッチ | 国際Aマッチ |
| 年       | 出場        | 得点        |
| -------- | ----------- | ----------- |
| 2009     | 1           | 1           |
| 2010     | 13          | 2           |
| 2011     | 5           | 1           |
| 2012     | 4           | 0           |
| 2013     | 8           | 0           |
| 2014     | 9           | 0           |
| 2015     | 8           | 1           |
| 2016     | 7           | 0           |
| 2017     | 7           | 0           |
| 通算     | 62          | 5           |

### ゴール
| #  | 開催年月日     | 開催地                                                                 | 対戦国     | スコア | 結果  | 試合概要                    |
| -- | -------------- | ---------------------------------------------------------------------- | ---------- | ------ | ----- | --------------------------- |
| 1. | 2009年12月30日 | 中華人民共和国, 義烏市, 梅湖体育中心                                   | ヨルダン   | 1-0    | △ 2-2 | 親善試合                    |
| 2. | 2010年1月14日  | ベトナム, ハノイ, ミーディン国立競技場                                 | ベトナム   | 2-0    | ○ 2-1 | AFCアジアカップ2011予選     |
| 3. | 2010年10月8日  | 中華人民共和国, 昆明市, 昆明拓東体育場                                 | シリア     | 2-0    | ○ 2-1 | 親善試合                    |
| 4. | 2011年1月8日   | カタール, ドーハ, サーニー・ビン・ジャーシム・スタジアム               | クウェート | 1-0    | ○ 2-0 | AFCアジアカップ2011         |
| 5. | 2015年9月8日   | 中華人民共和国, 瀋陽市, 瀋陽オリンピック・スポーツセンター・スタジアム | モルディブ | 3-0    | ○ 3-0 | 2014 FIFAワールドカップ予選 |

## タイトル

### クラブ
上海東亜
- 中国サッカー・乙級リーグ：1回 (2007)

広州恒大
- AFCチャンピオンズリーグ：2回 (2013, 2015)
- 中国サッカー・超級リーグ：6回 (2011, 2012, 2013, 2014, 2015, 2016)
- 中国FAカップ：1回 (2012)
- 中国サッカー・スーパーカップ：2回 (2012, 2016)

### 代表
中国代表
- 東アジアカップ：1回 (2010)

### 個人
- AFCチャンピオンズリーグ ドリーム チーム：2回 (2013, 2015)
- 中国サッカー・超級リーグ ベストイレブン：4回 (2013, 2014, 2015, 2016)